# Anatolij Golicyn
Anatolij (Michajłowicz) Golicyn, ros. Анатолий Михайлович Голицын (Anatolij Klimow) (ur. 25 sierpnia 1926, zm. 29 grudnia 2008 na południu USA) – major KGB, który w grudniu 1961 roku opuścił rezydenturę Pierwszego Zarządu Głównego Komitetu Bezpieczeństwa Państwowego w Helsinkach, prosząc o azyl placówkę amerykańskiego wywiadu (CIA).

## Życiorys

### Pochodzenie i wojsko
Urodzony na Ukrainie z mieszanego małżeństwa rosyjsko-ukraińskiego, w czasie II wojny światowej pełnił służbę w Armii Czerwonej. Był jednocześnie słuchaczem szkoły kontrwywiadu, po której ukończeniu skierowano go do pracy w centrali Ministerstwa Bezpieczeństwa Państwowego, gdzie został przydzielony do II Zarządu Głównego Ministerstwa Bezpieczeństwa Publicznego, zajmującego się kontrwywiadem.

### Praca w KGB
Od 1952 do 1955 roku przebywał na placówce MBP (od 1954 roku placówce KGB) w Wiedniu, gdzie zajmował się inwigilacją emigracji rosyjskiej. Pod koniec lat 50. XX w. został przeniesiony z II Zarządu Głównego KGB do I Zarządu Głównego KGB, zajmującego się wywiadem zagranicznym.

### Ucieczka
W 1960 roku został odesłany na placówkę wywiadu w Helsinkach, skąd uciekł w grudniu następnego roku (1961). Jako przyczynę ucieczki na Zachód podał rozczarowanie komunizmem oraz intrygi i walki w KGB. Anatolij Golicyn ujawnił dane dotyczące wielu radzieckich szpiegów i operacji wywiadowczych. Dopomógł brytyjskiej Tajnej Służbie Wywiadowczej w zakończeniu sprawy Harolda (Kima) Philby’ego, wieloletniego kreta w brytyjskich służbach specjalnych. Zdemaskował też radzieckiego szpiega w Admiralicji Brytyjskiej, Williama Vassala. Analizą i sprawdzeniem wiarygodności ujawnionych przez niego rewelacji, w tym informacji o penetracji brytyjskiej Security Service przez wywiad radziecki, zajął się powołany specjalnie w tym celu tzw. Komitet Płynności (Fluency Committee).

### Zamieszanie we Francji
Informacje Golicyna dotyczące działalności radzieckich służb wywiadowczych we Francji były powodem dymisji dwóch szefów francuskiego wywiadu i doradcy ds. wywiadu prezydenta de Gaulle’a. Również na ich podstawie skazano w 1983 roku na dziesięć lat więzienia profesora Hugh Hambletona, kanadyjskiego ekonomistę, który przekazywał KGB tajne dokumenty NATO. Szczegóły radzieckich operacji wywiadowczych Golicyn omawiał osobiście z szefami wywiadów kilku państw zachodnich.

### Golicyn – CIA
Funkcjonariusze CIA oceniali go jako trudnego we współpracy człowieka o wybuchowym temperamencie. Golicyn domagał się dostępu do wszystkich teczek CIA i brytyjskich służb wywiadowczych. O skali jego ambicji świadczą realne, jak sądził, plany powołania ponadnarodowej agencji kontrwywiadowczej, która miałaby szansę skutecznie przeciwdziałać KGB. Na jej czele widział siebie. Oskarżenia Golicyna zrujnowały karierę kilku doświadczonych funkcjonariuszy CIA, zwolnionych ze służby jedynie na podstawie poszlak i bez możliwości obrony. Szef kontrwywiadu CIA, James Jesus Angleton, na którym rewelacje Golicyna dotyczące radzieckiego kreta w CIA wywarły wielkie wrażenie, udostępnił mu wiele tajnych dokumentów Agencji. Inni uciekinierzy z radzieckich służb specjalnych, jak agent o ps. Fedora i Jurij Nosienko, dokładali wszelkich starań, aby podważyć wiarygodność zeznań przekazanych przez Golicyna zachodnim służbom wywiadowczym. Szczególnie utrudniły one życie temu drugiemu.

### Sprawa J. Nosienki
Golicyn poinformował także szefa kontrwywiadu CIA, że KGB ma zamiar przeprowadzać operację, która będzie polegała na wysyłaniu na Zachód fałszywych uciekinierów z radzieckich służb wywiadowczych, rozprowadzających fałszywe informacje. W związku z tym, oficer KGB, Jurij Nosienko, po ucieczce w 1964 roku (Nosienko już rok wcześniej nawiązał kontakt z CIA w Genewie, miał pracować jako podwójny agent, lecz po pewnym czasie zmienił zdanie) został uznany za podwójnego agenta i zamknięty bez żadnych oskarżeń na 1227 dni, poddany intensywnym przesłuchaniom przy użyciu różnych środków nacisku, m.in. zamknięto go w samotnej celi, pozbawiano snu i niemal głodzono.

### Oskarżenia pod adresem Harolda Wilsona
Anatolij Golicyn fałszywie oskarżył brytyjskiego premiera Harolda Wilsona o to, że szpiegował na rzecz KGB i był tzw. agentem wpływu. Twierdził, iż współpraca z sowieckim wywiadem rozpoczęła się w latach 40., kiedy Wilson był ministrem handlu i przemysłu. Wówczas to, podczas służbowego wyjazdu do Moskwy w ramach kontaktów handlowych, miał rzekomo zawrzeć bliskie przyjaźnie z Anastasem Mikojanem i Wiaczesławem Mołotowem, które zaowocowały współpracą z KGB. Te znajomości były kontynuowane również w okresie, kiedy Wilson został szefem opozycji. Według Golicyna przyszły premier doprowadził wówczas do otrucia lidera opozycji Hugh Gaitskella, aby przejąć po nim przywództwo Labour Party. Pomówienia te zostały podważone m.in. przez byłego oficera brytyjskiego kontrwywiadu, Security Service, Petera Wrighta. W swojej książce „Spycatcher” Wright przedstawia te plotki jako część prowokacji Security Service działającej z pomocą CIA w celu obalenia lewicowego rządu kierowanego przez Harolda Wilsona.

## Książki

### New Lies for Old
Anatolij Golicyn w 1984 roku wydał książkę pt. New Lies For Old (Nowe kłamstwa w miejsce starych), w której przewidywał przeprowadzenie przez ZSRR pieriestrojki, jako operacji mającej na celu uśpienie czujności Zachodu. W 2007 roku książka została wydana po polsku pod tytułem Nowe kłamstwa w miejsce starych, komunistyczna strategia podstępu i dezinformacji, nakładem biblioteki Służby Kontrwywiadu Wojskowego, wersja elektroniczna została opublikowana w Internecie.

### Publikacje
- New Lies for Old: The Communist Strategy of Deception and Disinformation, Dodd, Mead, New York 1984, ISBN 0-396-08194-0.
- The Perestroika Deception, 1995.

### Wybrane publikacje w języku polskim
- Nowe kłamstwa w miejsce starych, komunistyczna strategia podstępu i dezinformacji, przekład zbiorowy, Warszawa 2007.
- Nowe szaty komunizmu: „Nowe kłamstwa w miejsce starych”, „Nasz Dziennik” 2009, nr 32, s. 21.
- „Odnowa” kontrolowana, „Nasz Dziennik” 2009, nr 34, s. 18.
- Zagrożenia dla Zachodu ze strony polskiej „odnowy”, „Nasz Dziennik” 2009, nr 38, s. 22.